# Типерари (округ)
Округ Типерари (енгл. County Tipperary, ир. Contae Thiobraid Árann) је један од 32 историјска округа на острву Ирској, смештен у његовом јужном делу, у покрајини Манстер.
Између 1898 и 2014 округ Типерари је био подељен на две целине: Јужни Типерари и Северни Типерари. Након локалних избора 2014, а на основу акта о реформи локалних јединица власти из 2014. године, 3. јуна 2014. године окрузи су се ујединили и данас чине једну целину. Иако су се окрузи ујединили, главни градови су сачували своје статусе, па је седиште округа у пређашњим престоницама; Клонмелу и Нини.
На попису из 2016. године, округ Типерари је имао 160.441 становника. Највећи градови округа су Клонмел, Нина и Турлес.

## Положај и границе округа
Округ Типерари се налази у јужном делу ирског острва и Републике Ирске и граничи се са:
- север: округ Офали,
- североисток: округ Лиш,
- исток: округ Килкени,
- југ: округ Вотерфорд,
- југозапад: округ Корк,
- запад: округ Корк и округ Лимерик,
- северозапад: округ Голвеј.

## Географија
Типерари је по пространству један од већих ирских округа - заузима 6. место међу 32 округа.
Рељеф: Највећу део округа Типерари је брдско-планинско подручје надморске висине изнад 200 м. На југу су планине Нокмилдаун и Комера, на југозападу Галти планине, а на западу Кипер Хил. Крајње северни део је равничарски, у равници реке Шенон, а на југу је пространа долине реке Сур.
Клима Клима у округу Типерари је умерено континентална са изразитим утицајем Атлантика и Голфске струје. Стога град одликује блага и веома променљива клима.
Воде: Округ Типерари је богат водама. У северном делу округа протиче река Шенон, а на југу река Сур. На западној граници налази се и велико ирско језеро Дерг.

## Становништво
По подацима са Пописа 2016. године на подручју округа Типерари живело је близу 160 хиљада становника, већином етничких Ираца. Ово је чак три пута мање него на Попису 1841. године, пре Ирске глади и великог исељавања Ираца у Америку. Међутим, последње три деценије број становника округа расте, али много спорије у односу на друге округе.
Густина насељености - Округ Типерари има густину насељености од око 37 ст./км², што је готово двоструко мање од државног просека (око 60 ст./км²). Јужни део округа је боље насељен него северни.
Језик: У целом округу се равноправно користе енглески и ирски језик.